# Бормида
Бо̀рмида (на италиански: Bormida; на лигурски: Bùrmia, Бурмия) е община в Северна Италия, провинция Савона, регион Лигурия. Разположена е на 585 m надморска височина. Населението на общината е 398 души (към 2011 г.).
Административен център е село Киеза (Chiesa).